# تمثال

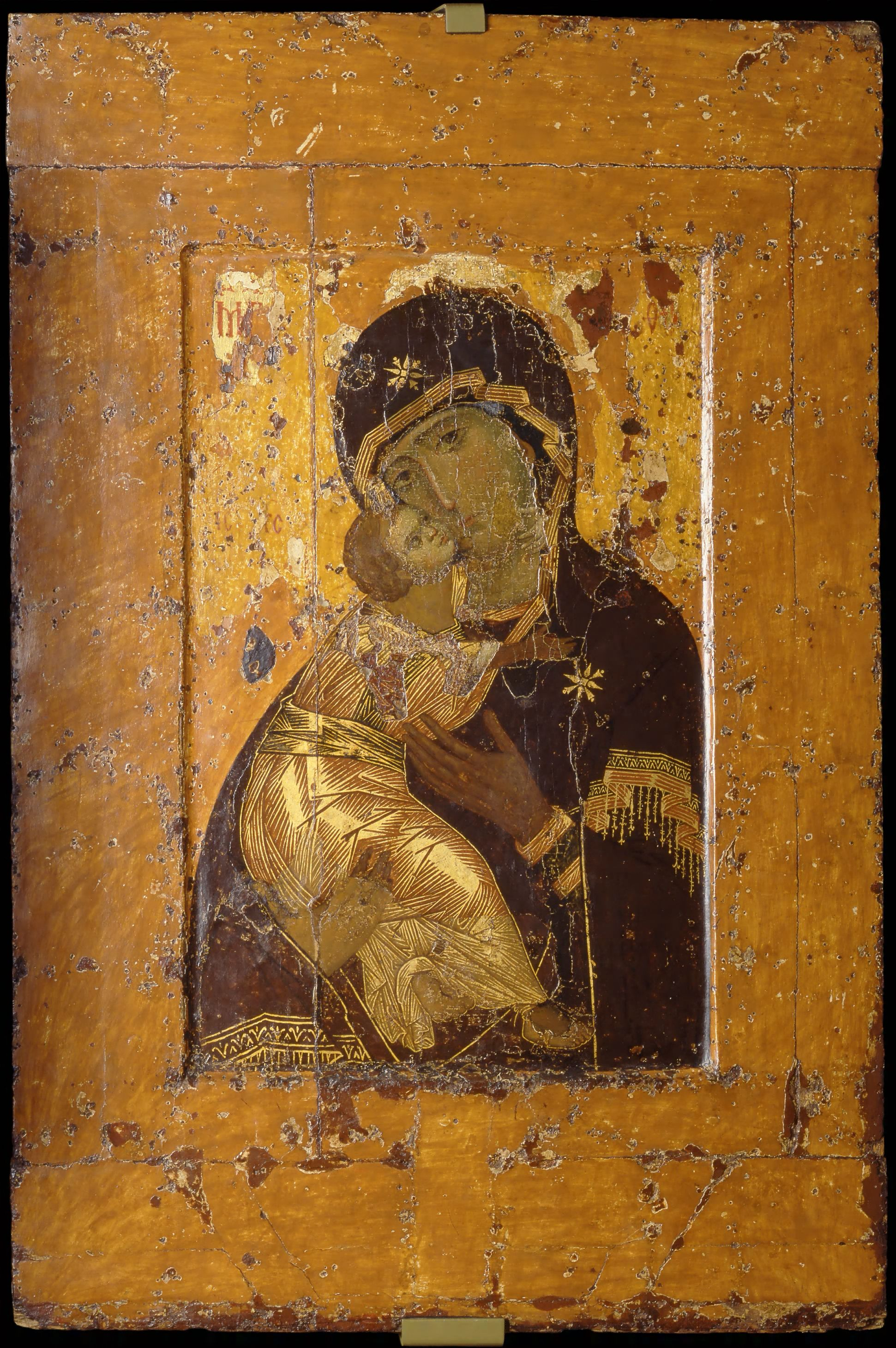
مشهورترین شمایل کلیسای ارتدکس روسی مربوط به قرن ۱۱ یا ۱۲ میلادی

تمثال یا شمایل به معنی پرتره از چهرهٔ یک شخصیت دینی مقدس است. به تصاویر و نمادهای دینی-فرهنگی مقدسی که دربارهٔ عیسی مسیح ترسیم شده‌اند نیز گفته می‌شود. شمایل‌ها معمولاً در کلیساهای ارتدکس شرقی و به ویژه در مراسم مذهبی کلیسای ارتدکس بیزانس دیده می‌شوند.